# Lill-Kvarntjärnen (Mörsils socken, Jämtland)
Lill-Kvarntjärnen är en sjö i Åre kommun i Jämtland och ingår i Indalsälvens huvudavrinningsområde.